# Découverte de la terre : Histoire générale des grands voyages et des grands voyageurs
Découverte de la terre : Histoire générale des grands voyages et des grands voyageurs est un ouvrage de vulgarisation en quatre volumes écrit par Jules Verne et Gabriel Marcel et publié par Hetzel.

## Historique
Le premier tome, Les Premiers explorateurs, paraît le 28 avril 1870 et son second volume en 1878. Il est suivi en 1879 par la publication du volume Les Navigateurs du XVIIIe siècle puis en 1880 par celui des Voyageurs du XIXe siècle.
Gabriel Marcel rejoint Jules Verne dès le deuxième volume. Le premier est intégralement de la main de Jules Verne. Jules Verne écrit dans l'Avertissement qui précède le volume : « Pour donner à cette œuvre, forcément agrandie par les derniers travaux des voyageurs modernes, toutes les garanties qu'elle comporte, j'ai appelé à mon aide un homme que je considère à bon droit comme un des géographes les plus compétents de son époque : M. Gabriel Marcel, attaché à la Bibliothèque nationale ». Mais l'ensemble est à l'origine une commande faîte à Gabriel Marcel par Hetzel. Jules Verne établit une compilation et en dresse tout le plan. Le projet est mentionné dès le 2e contrat signé par Jules Verne avec Hetzel le 1er janvier 1864. Il doit à l'origine comporter 4 volumes. Jules Verne ne se met à la réalisation du projet que plusieurs années après en écrivant un premier volume entre octobre 1869 et janvier/février 1870. Dix éditions successives vont paraitre jusqu'en 1877 avant d'être substituée par le remaniement de Gabriel Marcel. Un chapitre du manuscrit original, Voyageurs célèbres avant Homère, restera inédit. Il ne sera publié qu'en octobre 2013 dans la revue Planète Jules Verne.
La trilogie complète en un volume est d'abord publiée en 1878 sous le titre Histoire générale des grands voyages et des grands voyageurs puis prend par la suite le titre Découverte de la Terre.
Le manuscrit complet de l'ouvrage est conservé à la Bibliothèque municipale de Nantes. Il comporte 78 folios écrits recto/verso.

## Sommaire

### Tome 1:Les Premiers explorateurs, 1870 (2 volumes)
Première partie
- chapitre 1 : Voyageurs célèbres avant l'ère chrétienne : Hannon, Hérodote, Pythéas, Néarque, Eudoxus, César, Strabon.
- chapitre 2 : Voyageurs célèbres du premier au neuvième siècle : Pausanias, Fa-Hian, Cosmas Indicopleustes, Arculphe, Willibald, Soleyman.
- chapitre 3 : Voyageurs célèbres du dixième au treizième siècle : Benjamin de Tudele, Plan de Carpin, Rubruquis.
- chapitre 4 : Marco Polo (1253-1327).
- chapitre 5 : Ibn Battuta (1328-1353).
- chapitre 6 : Jean de Béthencourt (1339-1425).
- chapitre 7 : Christophe Colomb (1436-1506).
- chapitre 8 : La conquête de l'Inde et du pays de épices : Covilham, Paiva, Vasco da Gama, Paulo da Gama, Álvares Cabral, João da Nova, Albuquerque, Tristan da Cunha, Almeida.

Deuxième partie
- chapitre 1 : 
  - Les Conquistadores de l'Amérique centrale : Hojeda, Améric Vespuce, Juan de la Cosa, V. Yáñez Pinzón, Bastidas, Diego de Lepe, Diaz de Solis, Ponce de Léon, Balboa, Grijalva.
  - Fernand Cortès
  - François Pizarre, Don Diègue d'Almagro, Pierre d'Alvarado, Gonzalo Pizarre, Orellana
- chapitre 2 :
  - Premier voyage autour du monde : Magellan
- chapitre 3 : 
  - Les Expéditions polaires et la recherche du passage du Nord-Ouest : les Northmen, Erik le Rouge, les Zeno, Cortereal, Jean Cabot, Sébastien Cabot, Willoughby, Chancellor
  - Jean Verrazzano, Jacques Cartier, Martin Frobisher, John Davis, Barentz
- chapitre 4 :
  - Les voyages d'aventure et la guerre de course : Drake, Cavendish, De Noort, Walter Raleigh
- chapitre 5 : Missionnaires et colons. Commerçants et touristes : missionnaires italiens au Congo, missionnaires portugais en Abyssinie, Brue au Sénégal et Flacourt à Madagascar, apôtres de l'Inde, de l'Indo-Chine et du Japon
  - Les Hollandais aux îles aux épices : Lemaire et Schouten, Tasman, Mendana, Quiròs et Torres, Pyrard de Laval, Pietro della Valle, Tavernier, Thévenot, Bernier, Robert Knox, Chardin, De Bruyn, Kaempfer
- chapitre 6 : La Grande flibuste : Guillaume Dampier
  - Le Pôle et l'Amérique : Hudson et Baffin, Champlain et La Salle, Les Anglais sur la côte de l'Atlantique, Les Espagnols dans l'Amérique du Sud...

### Tome 2:Les Navigateurs duXVIIIesiècle, 1879 (2 volumes)
Première partie
- chapitre 1 : Astronomes et cartographes
  - Cassini, Picard, La Hire, La méridienne et la carte de France, G. Delisle et J.-B. d'Anville, La figure de la Terre, Maupertuis en Laponie, La Condamine et l'équateur
  - La Guerre de course au XVIIIe siècle : Voyage de Wood-Rodgers, Aventures d'Alexandre Selkirk,George Anson
- chapitre 2 : Les Précurseurs du capitaine Cook
  - Roggewein, John Byron
  - Wallis, Carteret
  - Louis-Antoine de Bougainville
- chapitre 3 : Premier voyage du capitaine Cook
- chapitre 4 : Second voyage du capitaine Cook

Deuxième partie
- chapitre 1 : Les Navigateurs français
  - Bouvet de Lozier, Surville, Marion-Dufresne, Kerguelen, Fleurieu, Verdun de la Crenne
  - La Pérouse, Paul Fleuriot de Langle, Antoine Bruny d'Entrecasteaux
  - Étienne Marchand, George Bass, Matthew Flinders, Nicolas Baudin
- chapitre 2 : Les Explorateurs de l'Afrique
  - Thomas Shaw, Friedrich Konrad Hornemann, Michel Adanson, Daniel Houghton, Mungo Park, Anders Sparrman, Le Vaillant, Lacerda, James Bruce, William George Browne
- chapitre 3 : L'Asie et ses peuples
  - Nicolas Witsen, Jean-Baptiste Du Halde, George Macartney, Volney, Choiseul-Gouffier, Jean-Baptiste Le Chevalier, Guillaume-Antoine Olivier, Peter Simon Pallas
- chapitre 4 : Les Deux Amériques
  - Juan de Fuca, Bartholomew de Fonte, Vitus Bering, George Vancouver, Samuel Hearne, Alexander Mackenzie, La Condamine, Alexander von Humboldt, Aimé Bonpland

### Tome 3:Les Voyageurs duXIXesiècle, 1880 (2 volumes)
Première partie
- chapitre 1 : L'Aurore d'un siècle de découvertes
  - Ulrich Jasper Seetzen, Jean Louis Burckhardt, William Spencer Webb, Charles Christie, Henry Pottinger, Mountstuart Elphinstone, Claude Mathieu de Gardane, Adrien Dupré, James Morier, John Macdonald Kinneir, William Price, Gore Ouseley, Johann Anton Güldenstädt, Julius Klaproth, Lewis et Clark, Thomas Stamford Raffles
- chapitre 2 : L'Exploration et la colonisation de l'Afrique
  - John Peddie, Thomas Campbell, Joseph Ritchie, George Francis Lyon, Dixon Denham, Walter Oudney, Hugh Clapperton, Toole
  - Hugh Clapperton (deuxième voyage), Richard Lander, James Kingston Tuckey, Thomas Edward Bowdich, Gaspard Théodore Mollien, William Gray, René Caillié, Alexander Gordon Laing, Richard et John Lander, Frédéric Cailliaud, Pierre-Constant Letorzec
- chapitre 3 : Le mouvement scientifique oriental et les explorations américaines
  - Alexander von Humboldt, Zebulon Pike, Stephen Harriman Long, Lewis Cass, Henry Rowe Schoolcraft, Johann Baptist von Spix, Carl Friedrich Philipp von Martius, le prince Maximilien de Wied-Neuwied, Alcide d'Orbigny

Deuxième partie
- chapitre 1 : Les Circumnavigateurs étrangers
  - Johann Adam von Krusenstern, Otto von Kotzebue, Frederick William Beechey, Friedrich von Lütke
- chapitre 2 : Les Circumnavigateurs français
  - Charles de Freycinet, Louis Isidore Duperrey
  - Louis-Antoine de Bougainville, Jules Dumont d'Urville
- chapitre 3 : Les Expéditions polaires
  - Fabian Gottlieb von Bellingshausen, James Weddell, John Biscoe, Charles Wilkes, John Balleny, Dumont-d'Urville, Aimé Coupvent-Desbois, James Clark Ross
  - Le Pôle Nord : Piotr Fiodorovitch Anjou, Ferdinand von Wrangel, John Ross, William Edward Parry, John Franklin, Peter Warren Dease, Thomas Simpson

## Éditions
- Originales : Hetzel 1870, 1878, 1879 et 1880 (Édition originale illustrée de 59 dessins par Léon Benet et Paul Philippoteaux, de 35 fac-similés de gravures anciennes, 20 cartes ou plans. Un Volume double, catalogue S).
  - Chapitre inédit publié en octobre 2013 : Voyageurs célèbres avant Homère in Planète Jules Verne no 2, p. 17-25.
- Rééditions : 
  - Max Chaleil éditeur 1992 (en 1 volume)
  - Diderot éditeur 1998 (3 volumes, format poche)
  - Geo/Prisma presse 2011 (en 3 tomes)